# آندریا پاریزی
آندریا پاریزی (فرانسوی: Andréa Parisy‎; ۴ دسامبر ۱۹۳۵ – ۲۷ آوریل ۲۰۱۴) بازیگر اهل فرانسه بود.
از فیلم‌ها یا برنامه‌های تلویزیونی که وی در آن نقش داشته‌است، می‌توان به متقلبین، جنجال بزرگ، مایرلینگ، سوگلی و شیرین و ترش اشاره کرد.